# Liste des escadrons dissous de l'Armée de l'air française
Liste des principaux escadrons de l'Armée de l'air française dissous (mise à jour périodique) :Escadron de chasse 1/12 Cambrésis

## Escadrons de bombardement
- Escadron de bombardement 1/91 Gascogne
- Escadron de bombardement 2/91 Bretagne
- Escadron de bombardement 3/91 Beauvaisis
- Escadron de bombardement 3/91 Cévennes (ex 2/93, renuméroté avec l'individualisation d'une escadre de ravitaillement en vol)
- Escadron de bombardement 1/92 Bourgogne
- Escadron de bombardement 2/92 Aquitaine
- Escadron de bombardement 1/93 Guyenne
- Escadron de bombardement 2/93 Cévennes
- Escadron de bombardement 3/93 Sambre, initialement Picardie
- Escadron de bombardement 1/94 Bourbonnais puis 1/94 Guyenne
- Escadron de bombardement 2/94 Marne
- Escadron de bombardement 3/94 Arbois
- Escadron de bombardement 2/52 Franche-Comté (Aujourd'hui numéroté Escadron de Transport 2/61 Franche-Comté)

## Escadrons de chasse
- Escadron de chasse 1/1 Corse
- Escadron de chasse 2/1 Morvan
- Escadron de chasse 3/1 Argonne
- Escadron de chasse 2/2 Côte-d'Or
- Escadron de chasse 3/2 Alsace
- Escadron de chasse 4/2 Coq gaulois
- Escadron de chasse 1/4 Dauphiné
- Escadron de chasse 4/4 Ardennes
- Escadron de chasse 1/5 Vendée
- Escadron de chasse 3/5 Comtat Venaissin
- Escadron de Chasse 1/6 Oranie
- Escadron de chasse 2/6 Normandie-Niemen
- Escadron de chasse 2/7 Argonne
- Escadron de chasse 3/7 Languedoc
- Escadron de chasse 4/7 Limousin
- Escadron de chasse 1/8 Maghreb
- Escadron de chasse 1/9 Limousin
- Escadron de chasse 2/9 Auvergne
- Escadron de chasse 1/10 Valois
- Escadron de chasse 2/10 Seine
- Escadron de chasse 3/10 Vexin
- Escadron de chasse 1/11 Roussillon
- Escadron de chasse 2/11 Vosges
- Escadron de chasse 4/11 Jura
- Escadron de chasse 2/12 Picardie
- Escadron de chasse 3/12 Cornouaille
- Escadron de chasse 1/13 Artois
- Escadron de chasse 2/13 Alpes
- Escadron de chasse 3/13 Auvergne
- Escadron de chasse 1/20 Aurès Nementcha
- Escadron de chasse 2/20 Ouarsenis
- Escadron de chasse 3/20 Oranie
- Escadron de chasse 1/30 Alsace
- Escadron de chasse 1/30 Loire
- Escadron de chasse 1/30 Normandie-Niemen
- Escadron de chasse 1/30 Valois
- Escadron de chasse 4/30 Vexin
- Escadron de chasse 3/33 Lorraine
- Escadron de chasse 4/33 Vexin

## Escadrons d’hélicoptères
- Escadron d'hélicoptères 2/67 Valmy
- Escadron d'hélicoptères 4/67 Durance

## Escadrons de ravitaillement en vol
- Escadron de ravitaillement en vol 4/91 Landes
- Escadron de ravitaillement en vol 1/93 Aunis
- Escadron de ravitaillement en vol 2/93 Sologne
- Escadron de ravitaillement en vol 3/93 Landes
- Escadron de ravitaillement en vol 4/93 Aunis
- Escadron de ravitaillement en vol 4/94 Sologne

## Escadrons de reconnaissance
- Escadron de reconnaissance 1/33 Belfort renommé Escadron de drones 1/33 Belfort le 1er septembre 2010
- Escadron de reconnaissance 2/33 Savoie
- Escadron de reconnaissance 3/33 Moselle
- Escadron de reconnaissance 4/33 Moselle
- Escadron de reconnaissance 4/33 Fumasol
- Escadron de reconnaissance stratégique 1/91 Gascogne

## Escadrons de transport
- Escadron de transport 4/61 Franche-Comté
- Escadron de transport 2/62 Anjou
- Escadron de transport 2/63 Bigorre
- Escadron de transport 2/63 Vercors
- Escadron de transport 2/64 Maine
- Escadron de transport 3/64 Bigorre
- Escadron de transport 1/65 Vendôme
- Escadron de transport et d'entraînement 41 Verdun
- Escadron de transport et d'entraînement 44 Mistral
- Escadron de transport et d'entraînement 2/65 Rambouillet

## Escadrons électroniques
- Escadron électronique 51 Aubrac

## Escadrons de défense sol-air
- Escadron de défense sol-air 6/950 Riquewihr
- Escadron de défense sol-air 10/950 Châteauneuf du Pape